# Réserve d'uranium
Les réserves d'uranium sont le volume d'uranium récupérable, à partir des gisements d'uranium découverts, sur la base des contraintes économiques et techniques actuelles.
Les réserves sont fonction des prix de l'uranium : plus les prix sont élevés, plus il y a de gisements permettant d'obtenir de l'uranium dans des conditions rentables économiquement.
Les réserves, exprimées en années de production, sont également fonction de la consommation d'uranium pour la production d'électricité nucléaire. Or, cette production est amenée à varier dans l'avenir en raison de l'extension de l'utilisation de l'énergie nucléaire dans plusieurs pays. En particulier, la Chine a annoncé un programme important de construction de réacteurs nucléaires.

## Liste des pays par réserve d'uranium en 2009 au prix du marché
| Pays                             | Réserves en 2009 (Tonnes) | % mondial | Production déjà extraite en 2008 (Tonnes) | % mondial | Production déjà extraite + réserves (Tonnes) | % mondial |
| -------------------------------- | ------------------------- | --------- | ----------------------------------------- | --------- | -------------------------------------------- | --------- |
| Algérie                          | 29 000                    | 0,8 %     | 0                                         | 0,0 %     | 19 500                                       | 0,2 %     |
| Argentine                        | 19 100                    | 0,4 %     | 2 513                                     | 0,1 %     | 21 613                                       | 0,3 %     |
| Australie                        | 1 673 000                 | 31,0 %    | 156 428                                   | 6,5 %     | 1 829 426                                    | 23,4 %    |
| Belgique                         | 0                         | 0,0 %     | 686                                       | 0,0 %     | 686                                          | 0,0 %     |
| Brésil                           | 278 700                   | 5,2 %     | 2 839                                     | 0,1 %     | 281 539                                      | 3,6 %     |
| Bulgarie                         | 0                         | 0,0 %     | 16 362                                    | 0,7 %     | 16 362                                       | 0,2 %     |
| Canada                           | 485 300                   | 9,0 %     | 426 670                                   | 17,7 %    | 911 970                                      | 11,7 %    |
| République centrafricaine        | 12 000                    | 0,2 %     | 0                                         | 0,0 %     | 12 000                                       | 0,2 %     |
| Chine                            | 171 400                   | 3,2 %     | 31 399                                    | 1,3 %     | 202 799                                      | 2,6 %     |
| Tchéquie                         | 500                       | 0,0 %     | 110 427                                   | 4,6 %     | 110 927                                      | 1,4 %     |
| République démocratique du Congo | 0                         | 0,0 %     | 25 600                                    | 1,1 %     | 25 600                                       | 0,3 %     |
| Finlande                         | 1 100                     | 0,0 %     | 30                                        | 0,0 %     | 1 130                                        | 0,0 %     |
| France                           | 100                       | 0,0 %     | 75 982                                    | 3,2 %     | 76 082                                       | 1,0 %     |
| Gabon                            | 4 800                     | 0,1 %     | 25 403                                    | 1,1 %     | 30 203                                       | 0,4 %     |
| Allemagne                        | 0                         | 0,0 %     | 219 517                                   | 9,1 %     | 219 517                                      | 2,8 %     |
| Hongrie                          | 0                         | 0,0 %     | 21 052                                    | 0,9 %     | 21 052                                       | 0,3 %     |
| Inde                             | 80 200                    | 1,5 %     | 9 153                                     | 0,4 %     | 89 353                                       | 1,1 %     |
| Iran                             | 0                         | 0,0 %     | 17                                        | 0,0 %     | 17                                           | 0,0 %     |
| Indonésie                        | 4 800                     | 0,1 %     | 0                                         | 0,0 %     | 4 800                                        | 0,1 %     |
| Italie                           | 4 800                     | 0,1 %     | 0                                         | 0,0 %     | 4 800                                        | 0,1 %     |
| Japon                            | 6 600                     | 0,1 %     | 84                                        | 0,0 %     | 6 684                                        | 0,1 %     |
| Jordanie                         | 111 800                   | 2,1 %     | 0                                         | 0,0 %     | 111 800                                      | 1,4 %     |
| Kazakhstan                       | 651 800                   | 12,1 %    | 126 900                                   | 5,3 %     | 778 700                                      | 10,0 %    |
| Madagascar                       | 0                         | 0,0 %     | 785                                       | 0,0 %     | 785                                          | 0,0 %     |
| Malawi                           | 15 000                    | 0,3 %     | 0                                         | 0,0 %     | 15 000                                       | 0,2 %     |
| Mexique                          | 0                         | 0,0 %     | 49                                        | 0,0 %     | 49                                           | 0,0 %     |
| Mongolie                         | 49 300                    | 0,9 %     | 535                                       | 0,0 %     | 49 835                                       | 0,6 %     |
| Namibie                          | 284 200                   | 5,3 %     | 95 288                                    | 4,0 %     | 379 288                                      | 4,9 %     |
| Niger                            | 272 900                   | 5,0 %     | 110 312                                   | 4,6 %     | 383 212                                      | 4,9 %     |
| Pakistan                         | 0                         | 0,0 %     | 1 159                                     | 0,0 %     | 1 159                                        | 0,0 %     |
| Pérou                            | 2 700                     | 0,0 %     | 0                                         | 0,0 %     | 2 700                                        | 0,0 %     |
| Pologne                          | 0                         | 0,0 %     | 660                                       | 0,0 %     | 660                                          | 0,0 %     |
| Portugal                         | 7 000                     | 0,1 %     | 3 717                                     | 0,2 %     | 10 717                                       | 0,1 %     |
| Roumanie                         | 6 700                     | 0,1 %     | 18 419                                    | 0,8 %     | 25 119                                       | 0,3 %     |
| Russie                           | 480 300                   | 8,9 %     | 139 735                                   | 5,8 %     | 619 735                                      | 7,9 %     |
| Slovénie                         | 9 200                     | 0,2 %     | 382                                       | 0,0 %     | 9 582                                        | 0,1 %     |
| Afrique du Sud                   | 295 600                   | 5,5 %     | 156 312                                   | 6,5 %     | 451 912                                      | 5,8 %     |
| Union soviétique                 | NA                        | NA        | 102 886                                   | 4,3 %     | 102 886                                      | 1,3 %     |
| Espagne                          | 11 300                    | 0,2 %     | 5 028                                     | 0,2 %     | 16 328                                       | 0,2 %     |
| Suède                            | 10 000                    | 0,2 %     | 200                                       | 0,0 %     | 10 200                                       | 0,1 %     |
| Turquie                          | 7 300                     | 0,1 %     | 0                                         | 0,0 %     | 7 300                                        | 0,1 %     |
| Ukraine                          | 105 000                   | 1,9 %     | 124 397                                   | 5,2 %     | 229 397                                      | 2,9 %     |
| États-Unis                       | 207 400                   | 3,8 %     | 363 640                                   | 15,1 %    | 571 040                                      | 7,3 %     |
| Ouzbékistan                      | 114 600                   | 2,1 %     | 34 939                                    | 1,4 %     | 149 539                                      | 1,9 %     |
| Zambie                           | 0                         | 0,0 %     | 86                                        | 0,0 %     | 86                                           | 0,0 %     |
| Total                            | 5 404 000                 | 100 %     | 2 409 591                                 | 100 %     | 7 813 591                                    | 100 %     |